# Megascolecida
Megascolecida is een onderorde uit de orde van de Crassiclitellata.

## Taxonomie
De volgende families maken deel uit van de onderorde:
- Megascolecidae Rosa, 1891

### Synoniemen
- Perichaetidae Claus, 1880 => Megascolecidae Rosa, 1891
- Perionycidae Benham, 1890 => Megascolecidae Rosa, 1891